# Pagina de media
Pagina de media este un site lansat în octombrie 2008 de către Petrișor Obae și acoperă informații din media și advertising precum audiențe TV, cifre de difuzare pentru presa scrisă, cronici, știri actualizate zilnic. Acest proiect a fost înființat în urma plecării lui Petrișor Obae de la Evenimentul zilei și se adresează în special celor ce lucrează în trusturi de presă, agenții de publicitate și comunicare. În prima zi, site-ul a înregistrat 2300 vizualizări unice. Începând cu 1 martie 2011, Pagina de media este membru BRAT (Biroul Român de Audit al Tirajelor) .
„Site-ul își propune să fie o sursă de informare, dar și un loc de dezbatere a fenomenului media, a publicității, a comunicării 
în general. Pentru cei care lucrează în „industrie”, pentru ziariștii care scriu despre ea, dar și pentru cei interesați de fenomen în general”, a declarat Petrișor Obae pentru Wall-street.ro.

## Petrișor Obae
Petrișor Obae a terminat facultatea de Jurnalism și Științele Comunicării și și-a început cariera în media în 1994. A fost reporter la Radio Delta, Radio România Actualități, redactor Mediafax (1999-2002), AdMaker (2002-2003), Capital, Capital Top 300 (2003-2006) și Evenimentul zilei (2006-2008) Pentru Pagina de media a realizat interviuri în exclusivitate cu Sorin Oancea, manager B1 TV, Marcel Străuț (Bigger), Dinu Patriciu, Elan Schwartzenberg, Gabi Jugaru, Mihnea Vasiliu, director operațional Realitatea-Cațavencu, Florin Nicoară, Sorin Ovidiu Vântu, Laurențiu Ionete (Antena 1). 